# Не её мужчина
«Не её мужчина» (англ. No Man of Her Own) — фильм нуар режиссёра Митчелла Лейзена, который вышел на экраны в 1950 году.
Фильм поставлен по роману Корнелла Вулрича «Я вышла замуж за мертвеца», который автор опубликовал под псевдонимом Уильям Айриш. Фильм рассказывает о молодой женщине Хелен Фергюсон (Барбара Стэнвик), которая после катастрофы поезда берёт личность своей попутчицы, погибшей в катастрофе вместе с мужем. Это позволяет Хелен войти в её обеспеченную семью, где о её обмане догадывается и одновременно влюбляется в неё брат «мужа» Билл Харкнесс (Джон Лунд). Некоторое время спустя женщину начинает преследовать и шантажировать её бывший любовник, однако Билл помогает ей преодолеть все несчастья.
Фильм критиковался за невероятность и надуманность сценария, вместе с тем удостоился высокой оценки за режиссёрскую работу Митчелла Лейзена и игру Барбары Стэнвик, для которых это был второй совместный фильм.
На фильм было сделано несколько ремейков, в частности, французский фильм «Я вышла замуж за тень» (1983) и голливудский фильм «Миссис Уинтерборн» (1996).

## Сюжет
В небольшом городке Колфилд, штат Иллинойс, молодая женщина Хелен Фергюсон (Барбара Стэнвик) размышляет об этом прекрасном месте и о большом уютном доме, в котором она живёт вместе с сыном и любимым человеком. С сожалением она думает о том, что скоро со всем этим ей придётся распрощаться из-за убийства. Затем Хелен вспоминает о событиях, которые привели к этой ситуации:
Некоторое время назад Хелен, которая приехала в Нью-Йорк из Сан-Франциско, встречалась с неким Стивеном Морли (Лайл Беттгер). На восьмом месяце беременности, без средств к существованию, Хелен пришла к Стивену за помощью. однако у него в этот момент дома была другая девушка. Стивен отказывается открыть Хелен дверь, и вместо этого подсунул ей под дверь пятидолларовую купюру и билет на вечерний поезд до Сан-Франциско. В переполненном поезде на Хелен обращает молодая пара Харкнессов — Патриция (Филлис Текстер), которая находится на седьмом месяце беременности, и её муж Хью (Ричард Деннинг). Хью уступает Хелен своё место, а затем Харкнессы приглашают Хелен в ресторан. Во время ужина они рассказывают, что Хью работал на государственной службе за границей, где они и поженились, и теперь едут к его родителям, которые мечтают понянчить их будущего ребёнка. Уже перед сном, в туалетной комнате Патриция рассказывает Хелен, что она сирота и никогда не встречалась ни с кем из родственников мужа. Перед тем как умыться, она снимает обручальное кольцо с выгравированным на нём своим именем и просит Хелен подержать его, надев на свой палец. В этот момент происходит катастрофа, поезд сходит с рельс и разбивается. Хелен доставляют в больницу, где ей делают кесарево сечение. Очнувшись, она узнаёт, что из-за найденного кольца её зарегистрировали в больнице как Патрицию Харкнесс, и что сын её здоров. Вскоре она выясняет, что настоящая Патриция и её муж погибли. Когда Хелен пытается объяснить доктору, кто она такая, тот заключает, что у неё истерика, вызванная катастрофой и смертью мужа, и даёт ей успокоительное. Некоторое время спустя Хелен узнаёт, что она лежала в привилегированной палате благодаря деньгам, которые заплатили Харкнессы. Вскоре Хелен выписывают из больницы, и она ради благополучия ребёнка решает ехать к Харкнессам и выдать себя за Патрицию. Перед выходом из поезда на станции в Колфилде Хелен испытывает моральные муки, однако ради ребёнка решает продолжить обман. Мистер Харкнесс (Генри О’Нил) и миссис Харкнесс (Джейн Коул) сердечно встречают её и ребёнка и окружают их в доме теплом и заботой. Вскоре Хелен знакомится с братом Хью, молодым, симпатичным и остроумным Биллом (Джон Лунд), который работает одним из управляющих на текстильной фабрике отца. Поначалу Хелен несколько раз попадает в неловкое положение, показывая незнание некоторых личных моментов, связанных с Хью, однако родители относят это на счёт травмы после катастрофы и смерти мужа. По просьбе Хелен миссис Харкнесс передаёт ей фотографии и письма Хью, после чего она начинает лучше понимать этого человека. Несмотря на моральные переживания, Хелен соглашается крестить своего сына как Хью Дэниэла Харкнесса, и постепенно всё больше осваивается в комфортабельном семейном доме. Между тем Билл догадывается, что Хелен не та, за кого себя выдаёт, однако никому не говорит об этом, так как не хочет с ней расставаться. На Рождество мистер Харкнесс меняет завещание, оставляя Хелен и её сыну большую часть своего состояния, при этом Биллу достанется лишь четверть, так как, по словам отца, он работает и сам способен себя обеспечивать. Несмотря на протесты Хелен, мистер Харкнесс и Билл не хотят её слушать. Тем же романтическим рождественским вечером Билл и Хелен целуются, и Билл признаётся ей в любви. Хелен даёт понять, что тоже к нему не равнодушна, однако просит не торопить её с отношениями. Чуть позже Хелен неожиданно получает не подписанную телеграмму со следующим текстом: «Кто ты… Откуда ты взялась… Что ты там делаешь…» В панике, что всё раскроется, Хелен бежит в свою комнату, чтобы собрать свои вещи и немедленно уехать вместе с ребёнком. Однако, стоя в коридоре, она слышит, как из комнаты миссис Харкнесс выходит врач, сообщающий Биллу, что у его матери уже давно больное сердце, и сейчас она жива, возможно, только благодаря счастью от появления внука. Это останавливает Хелен, а на следующий день Билл приглашает её на танцы в местный загородный клуб, где знакомит со своими друзьями. Там же совершенно неожиданно Хелен видит Стивена, который отводит её в сторону для разговора. Оставшись наедине, Стивен заявляет ей, что был приглашён полицией на опознание, где понял, что Хелен не умерла, а выдала себя за Патрицию. В дальнейшем он собрал информацию о молодой чете Харкнессов, выяснив, что они женились в Европе в тот момент, когда Хелен жила в Нью-Йорке. На всякий случай Стивен получил письменное свидетельство её нью-йоркской домохозяйки на этот счёт. Затем Стивен заявляет о своих отцовских правах на маленького Хью, требуя 500 долларов за то, чтобы он уехал и больше её не беспокоил. На следующий день Хелен вынуждена просить миссис Харкнесс открыть ей отдельный банковский счёт, после чего едет на железнодорожный вокзал, где Стивен назначил ей встречу перед своим отъездом. На станции она выписывает ему чек, однако Стивен неожиданно заявляет, что он никуда не едет и более того, намерен жениться на Хелен, чтобы стать наследником большого состояния пожилых Харкнессов после их смерти. Хелен пытается сопротивляться, однако с помощью шантажа Стивен заставляет сесть её в машину и везёт к мировому судье для оформления брака. Когда у мирового судьи Хелен снова начинает возражать, Стивен снимает трубку и набирает номер Харкнессов, обещая им обо всём рассказать. Трубку снимает миссис Харкнесс, слыша на другом конце провода крики и мольбы Хелен. Угрозами и шантажом Стивен заставляет Хелен выйти замуж, после чего везёт её обратно в город. Тем временем встревоженная миссис Харкнесс сообщает о странном разговоре Биллу, который через телефонную компанию узнаёт, откуда был сделан звонок. Билл немедленно садится в машину и едет к мировому судье, по дороге замечая машину Стивена, однако не успевает её догнать. Когда Стивен отвозит Хелен домой, она незаметно достаёт из стола револьвер Харкнессов, заряжает его и на такси направляется по адресу, где Стивен арендовал квартиру и офис. Зайдя внутрь, Хелен видит, что Стивен мёртв, однако, не в силах сдержать себя, стреляет в труп ещё раз. Вскоре появляется Билл, который обыскивает карманы Стивена, вынимая оттуда компрометирующие Хелен документы. Однако ему не удаётся найти выписанный ей чек. Затем, ни о чём не спрашивая, Билл вывозит тело Стивена на станцию, где сбрасывает его на крышу проходящего грузового поезда. По пути домой Билл сознаётся, что всегда знал, что Хелен — не настоящая Патриция, но сразу полюбил её, и потому не хотел, чтобы обман раскрылся. Хелен признаётся, что тоже любит его. По возвращении домой, они узнают, что миссис Харкнесс умерла от сердечного приступа, и Хелен винит себя в её смерти. Однако некоторое время спустя служанка Джози (Эстер Дейл) приносит Хелен письмо, которое миссис Харкнесс написала перед самой смертью. В письме миссис Харкнесс утверждает, что это она убила Стивена, однако ни Хелен, ни Билл не верят в это. Тем не менее, Билл настаивает на том, чтобы передать письмо в полицию, чтобы снять с Хелен подозрения в убийстве. Несколько месяцев спустя Хелен и Билл женятся, однако её продолжает мучить вина. Хелен не чувствует себя счастливой, и ожидает, что их брак всё равно распадётся. Неожиданно в их доме появляется полиция, и Хелен сразу же заявляет детективу, что это она убила Стивена. В свою очередь детектив сообщает, что тело Стивена была обнаружено несколько недель назад с двумя пулевыми отверстиями, причём смертельный выстрел был произведён не из оружия Харкнесса, а из пистолета Стивена. Недавно во время облавы в одной злачных точек полиция задержала девушку, у которой нашли орудие убийства и подписанный Хелен чек на 500 долларов. Девушка, которая была подружкой Стивена, уже созналась в убийстве из ревности, когда он её бросил. Детектив говорит, что полиция не имеет к Хелен никаких вопросов в связи с убийством. Он пришёл лишь уточнить происхождение чека, на что Билл отвечает, что Хелен этим чеком оплатила Стивену старый долг Хью. После ухода полиции Хелен и Билл, наконец, чувствуют себя свободными от ощущения вины, которое давило на их отношения, и могут жить спокойно.

## В ролях
- Барбара Стэнвик — Хелен Фергюсон / Патриция Харкнесс
- Джон Лунд — Билл Харкнесс
- Джейн Коул — миссис Харкнесс
- Филлис Текстер — Патриция Харкнесс
- Лайл Беттгер — Стивен «Стив» Морли
- Генри О’Нил — мистер Харкнесс
- Ричард Деннинг — Хью Харкнесс
- Кэрол Мэтьюз — Ирма
- Гарри Энтрим — Тай Уинтроп
- Эстер Дейл — Джози
- Милбёрн Стоун — человек в штатском
- Грифф Барнетт — доктор Паркер
- Эстер Говард — хозяйка пансионата (в титрах не указана)

## Создатели фильма и исполнители главных ролей
Как пишет историк кино Дэвид Хоган, «режиссёр Митчелл Лейзен был состоявшимся, непретенциозным режиссёром, который в своё время сделал одну из лучших картин Стэнвик — мелодраму „Запомни эту ночь“ (1940). В той ленте актриса сыграла свою очередную роль социальной аутсайдерши, неисправимой магазинной воровки, сердце которой смягчается добротой. Лейзен также поставил превосходный фильм „Китти“ (1945) с Полетт Годдар, в котором благородный мужчина в XVIII веке берёт с улицы девушку, превращая её в даму». Как отмечает Хоган, «оба фильма были о преображении, и „Не её мужчина“ продолжает эту тематическую линию».
На счету 43-летней Барбары Стэнвик, которая начала кинокарьеру ещё в 1927 году, на момент создания этого фильма было уже 63 крупные киноработы (включая восемь фильмов нуар), а также четыре номинации на «Оскар» за главные роли в фильмах «Стелла Даллас» (1937), «С огоньком» (1941), «Двойная страховка» (1944) и «Извините, ошиблись номером» (1948).
Джон Лунд был сравнительно начинающим актёром, уже обратившим на себя внимание в Голливуде благодаря главным ролям в фильмах «Каждому своё» (1946), «Злоключения Полин» (1947), «Зарубежный роман» (1948), «Миллионы мисс Тэтлок» (1948), «У ночи тысяча глаз» (1948) и «Моя подруга Ирма» (1949). В 1951 году вышел ещё один фильм Лейзена с Лундом в главной роли — романтическая комедия «Брачный сезон» (1951).

## История создания фильма
Рабочими названиями этого фильма на разных этапах его создания были «С этим кольцом» (англ. With This Ring), «Ложь» (англ. The Lie), «Они зовут меня Патриция» (англ. They Call Me Patrice) и «Я вышла замуж за мертвеца» (англ. I Married a Dead Man).
Рассказ Корнелла Вулрича, по которому поставлен фильм, изначально назывался «Они зовут меня Патриция», и был впервые опубликован в журнале Today’s Woman. Позднее Вулрич переработал рассказ в роман под названием «Я вышла замуж за мертвеца», выпустив его под псевдонимом Уильям Айриш (англ. William Irish).
Уже после выхода фильма на экраны режиссёр Митчелл Лейзен в одном из интервью заявил, что не был удовлетворён изначальным вариантом сценария, который написала Сэлли Бенсон, и был вынужден практически полностью переписать его с помощью Кэтрин Терни, которая написала вступительную часть. По словам Лейзена, он не указал своё имя в титрах как сценариста, так как на тот момент не был членом Гильдии киносценаристов.
По информации «Нью-Йорк Таймс», персонаж Барбары Стэнвик был первоначально написан так, как будто она была проституткой. Как отмечалось в газете, Администрация производственного кодекса отказалась утвердить сценарий, так как, согласно Производственному кодексу, персонаж, показанный как проститутка, должен заплатить за свой «грех» смертью, а в планы Лейзена не входил «такой трагический финал».
По информации Американского института киноискусства, в мае 1949 года Администрация Производственного кодекса отвергла первый вариант сценария, заключив, что «он имеет слишком определённый привкус, оправдывающий убийство как средство избавления от шантажиста». В письме студии Paramount Администрация также отметила: «Ваши симпатичные главные герои виновны в попытке совершить преднамеренное убийство, и серьёзном вмешательстве в процесс осуществления правосудия, при этом эти действия им удаётся успешно скрыть от полиции». Администрация предложила продюсерам «ввести более сильный и весомый голос в защиту моральных ценностей» и «переписать финал так, чтобы Хелен и Билл определённо сознавались полиции в своей незаконной деятельности, и чтобы полиция дала им ясно понять, что им придётся отвечать за последствия их действий».
Этот фильм стал кинодебютом для театрального актёра Лайла Беттгера, который в дальнейшем он стал одним из самых востребованных характерных актёров в Голливуде.

## Оценка фильма критикой

### Общая оценка фильма
После выхода фильма на экраны журнал Variety дал ему позитивную оценку, отметив, что он «сочетает историю любви взрослых людей и мелодраму, которая протекает с интенсивностью цветущей полным цветом мыльной оперы», при этом всё выполнено «с хорошим экранным драматизмом». Кинообозреватель «Нью-Йорк Таймс» Босли Краузер обратил внимание на «ощутимый объём театральности» в картине, далее указав на то, что «это пылкая и мрачная искусственная история полна надуманных ситуаций и сознательно введённых романтических штампов». По мнению критика, «этот тип женского страдания, при котором мораль безответственно уступает место эмоциональному воздействию, никого не может взволновать, кроме разве что очевидных простаков».
Современные историки кино оценивают фильм преимущественно высоко. В частности, Спенсер Селби оценил его как «пылкий и напряжённый женский нуар, который, кажется, поднимает изначальный материал Вулрича на новый уровень», Майкл Кини назвал его «увлекательным, но растянутым мыльным нуаром» , а Дэвид Хоган написал, что фильм «увлекательно неправдоподобный и пенистый, как мыльная опера» , подытожив своё мнение словами, что это «женская картина с мужской остротой».
В рецензии журнала TimeOut фильм назван «отличным маленьким триллером» благодаря «плотной поставке Лейзена и мощной игре Стэнвик». По мнению автора рецензии, «фильм постоянно удивляет и безумно неправдоподобен». Журнал TV Guide называет картину «мыльной оперой», которая «полна всякого рода манипулятивных приёмов, большинство из которых публика может почувствовать», однако это не портит впечатления от фильма.
Крейг Батлер отмечает, что «как и приличествует фильму по роману Корнелла Вулрича, над ним витает аура надвигающегося мрака и обречённости, ощущения, что Рок непременно нанесёт удар по счастью — вопрос лишь в том, когда этот удар придёт и в какой форме». И потому финал фильма — «который сильно отличается от книжного — выглядит совершенно нелепо». Критик обращает внимание на серьёзное отступление от литературного первоисточника, что плохо сказывается на атмосфере и правдоподобии картины. При этом критик замечает, что «к счастью, у фильма есть ослепительная звезда и уверенный режиссёр, которые преодолевают эти ухабы». В итоге, по мнению Батлера, «неспособность справиться со своими недостатками» не позволяет этой ленте «стать по-настоящему большим фильмом, однако Стэнвик делает его более чем достойным».

### Тема внебрачной беременности в фильме
По словам Дэвида Хогана, тема внебрачной беременности была сравнительно новой для голливудского кино 1940-х годов. Впервые она возникла лишь в 1949 году в режиссёрском дебюте Айды Лупино «Нежеланная» (1949) с Сэлли Форрест в роли несчастной молодой матери. Как пишет Хоган, данный «фильм рассматривает ситуацию, неприемлемую для женщины того времени — быть беременной и не замужем. Так как женщинам не давали серьёзных возможностей обеспечивать себя самостоятельно, и не ожидали от них этого, многие в положении Хелен были обречены не только на проблемы с социальной адаптацией, но и на эмоциональную изоляцию и нищету (это в том случае, если они не решались рискнуть на аборт в какой-нибудь подворотне)». По словам Хогана, в 1949 году, когда снималось это кино, «в обществе были всё ещё свежи те иллюзорные ценности, которые помогали мотивировать Америку во время Второй мировой войны — свобода, дом, семья, порядочность и прочие туманно-лицемерные качества. И не дай вам Бог в то время оказаться в ситуации Хелен». Общество того времени воспринимало в качестве главного греха Хелен «не тот факт, что она выдала себя за Патрицию», а то, что она «плохо оценила ситуацию, когда оказалась в объятиях Стива, не взвесив перед этим последствия».

### Оценка работы режиссёра и творческой группы
По мнению Краузера, сценарий Бенсон и Тёрни по роману Айриша представляется «глупой и небрежной работой с множеством неестественных ситуаций и откровенных штампов». Батлер также указывает на то, что «сценарий фильма содержит с избытком моментов, в которые трудно поверить. Некоторые из них придумали сценаристы Сэлли Бенсон и Кэтрин Тёрни, но некоторые пришли и из начального источника — от Вулрича». По словам критика, «оторванные от самобытного литературного голоса Вулрича и без той богатой атмосферы, которую он привносит на страницы книги, сюжетные повороты выступают как искусственные приёмы, которые излишне растягивают границы правдоподобия». Вместе с тем, Батлер высоко оценивает режиссёрскую работу Митчелла Лейзена, который «привносит в постановку уверенность, опровергая тот факт, что большинство его фильмов не были столь „жёсткими“, каким в итоге становится этот».
Дэвид Хоган полагает, что «роман Вулрича был уже сценарием сам по себе, и Лейзену вместе с Бенсон и Тёрни надо было изменить совсем немного». При этом киновед обращает внимание на продуманность визуального решения картины, которое обеспечили Лейзен и оператор Дэниел Л. Фэпп. Так, они «наполнили острым мраком начальные сцены с участием Хелен и Стива в Нью-Йорке, затем сделали поворот, смягчив визуальный стиль после того, как в поезде Хелен познакомилась с четой Харнессов. Затем визуальный ряд вновь сменился на кошмарный мрак, когда поезд сошёл с рельс и перевернулся». Дома с мамой и папой Харкнессами визуальная тональность снова стала тёплой и мягкой, дополняя впечатление о доброжелательной природе большого любвеобильного дома. «Когда Стив снова вторгается в жизнь Хелен, резкие тени возвращаются, сохраняясь до конца картины». Как отмечает Хоган, в финале картины «великолепная студийная съёмка с имитирующей тёмные слякотные улицы тщательной постановкой света придаёт эпизоду с избавлением от тела особую зловещую силу».

### Оценка актёрской игры
Критики высоко оценили актёрскую игру, особенно выделив Барбару Стэнвик в главной роли. Так, после выхода картины Краузер отметил, что «киноаудитория уже должна была привыкнуть к тому, что Барбара Стэнвик регулярно появляется на экране в роли дамы, которую преследуют всевозможные последствия какого-либо неблагоразумного нарушения общественных норм. Наряду с Бетти Дейвис и Джоан Кроуфорд она стала одной из постоянных страдалиц на экране. Кажется, что каждый раз, когда мисс Стэнвик делает картину, она делает неверный шаг — в творческом плане. Люди уже знают, чего от неё ожидать, и последний фильм не стал исключением». В этой картине Стэнвик играет «в основе своей очень порядочную девушку, которая разрывается между любовью к своему ребёнку и уважением к дедушке с бабушкой, которых она обманывает. В результате её самые высокие эмоциональные реакции вступают в болезненное противоречие. На менее высоком уровне она разрывается между нарастающим желанием заполучить члена благородного семейства и страхом перед бандитом, который может всё разрушить. И надо сказать, к чести Стэнвик, что она, кажется, справляется с тем, чтобы передать все эти напряжённые эмоции вполне достойно». Краузер также отмечает, что «Джон Лунд силён в роли неоднозначного молодого человека, а Джейн Коул и Генри О’Нил достойно играют дедушку и бабушку в добросердечном стиле. Лишь Лайл Беттгер в роли злодея держится так, как будто знает, что этот фильм — сплошное надувательство, и откровенно играет свою роль именно так». Журнал Variety написал, что «Стэнвик прекрасна в роли героини», отметив также «хорошую работу Лунда», который создаёт образ человека, «влюбляющегося в девушку, которую считает вдовой своего погибшего брата».
По мнению Крейга Батлера, «трудно представить лучшую Хелен, чем блестящую и при этом крепко стоящую на земле Барбару Стэнвик. Кажется, вообще не способная сыграть невдохновенно, Стэнвик заставляет свою героиню жить и дышать, и зритель готов принять абсолютно всё, что происходит на экране, когда видит Стэнвик». Кроме того, критик положительно оценил игру Джейн Коул, которая «обеспечивает крепкую игру второго плана». Вместе с тем, по его мнению, «Лайл Беттгер вышел немного чрезмерным, а Джон Лунд — немного скучным». Журнал TimeOut также обратил внимание на «мощную игру Стэнвик», при этом указав на «предсказуемость игры Джона Лунда в роли романтического главного героя».

## Ремейки
Роман Корнелла Вулрича «Я вышла замуж за покойника» (1949), который он выпустил под псевдонимом Уильям Айриш, послужил основой ещё для нескольких фильмов. Среди них бразильский мини-сериал «Охраняемый» (1962), болливудский фильм «Кати Патанг» (1970), французский «Я вышла замуж за тень» (1983), голливудская комедия «Миссис Уинтерборн» (1996), а также американский триллер «Она не ангел» (2002)  .